# Werk Wenzendorf
Das Werk Wenzendorf war eine Flugzeugwerft des Hamburger Flugzeugbaus (HFB), einer Tochterfirma von Blohm & Voss, in der Nähe von Wenzendorf, Niedersachsen. Zwischen 1935 und 1944 baute der HFB dort ca. 600 Flugzeuge, darunter auch den Strahljäger Messerschmitt Me 262.

## Geschichte
Zu Beginn der 1930er Jahre suchte die Unternehmensleitung der Werft von Blohm & Voss in Hamburg für ihr Tochterunternehmen Hamburger Flugzeugbau ein Areal für ein Montagewerk für Landflugzeuge. Bei der Auswahl einer geeigneten Fläche spielte eine wesentliche Rolle, dass der Weser-Flugzeugbau die Rümpfe aus Bremen liefern sollte und als Zulieferer für das neue Werk vorgesehen war. Auf einer Generalstabskarte wurden alle hochgelegenen Flächen, die für einen 1000 m-Kreis auszureichen schienen und verkehrsmäßig günstig lagen, begutachtet.
Mit Billigung des Reichsluftfahrtministeriums fiel die Wahl nach einer Besichtigung auf Wenzendorf. Das Werk entstand etwa 25 km von dem Stammsitz von Blohm & Voss in Hamburg-Steinwerder entfernt auf der grünen Wiese. Vom Bahnhof Drestedt aus wurde innerhalb von vier Wochen eine Werkbahnlinie auf das Gelände fertiggestellt. Dieses Anschlussgleis wurde nach dem Kriege demontiert. Da die Bahntrasse danach ungenutzt blieb, ist der ehemalige Streckenverlauf durch den Bewuchs auch heute noch gut zu erkennen.
Um den Standort attraktiver zu machen, wurden neben einem Gutshof für Verwaltung und Kantine auch ein „Ledigenheim“ sowie Reihenwohnhäuser für das Führungspersonal (westl. des Flugplatzes) errichtet. Letztere stehen heute noch. Diese Häuser bildeten für das landwirtschaftlich geprägte Wenzendorf eine Besonderheit, weil hier nach dem Kriege wesentlich mehr dringend benötigter Wohnraum als in vergleichbaren Dörfern zur Verfügung stand. Viele Heimatvertriebene, Flüchtlinge und Ausgebombte fanden in der Werkssiedlung ihre erste Unterkunft, und eine ganze Reihe Familien lebt in zweiter und dritter Generation noch heute dort.

Ende September 1935 konnte das Werk eingeweiht werden. Das erste Flugzeug, eine Dornier Do 23, flog im Dezember 1935. Bis 1940 wurden etwa 600 Flugzeuge verschiedener Typen montiert und ausgeliefert. In den Folgejahren wurden vornehmlich einsitzige Maschinen in zweisitzige umgebaut (Verwendung als Schulflugzeuge oder Nachtjäger). 

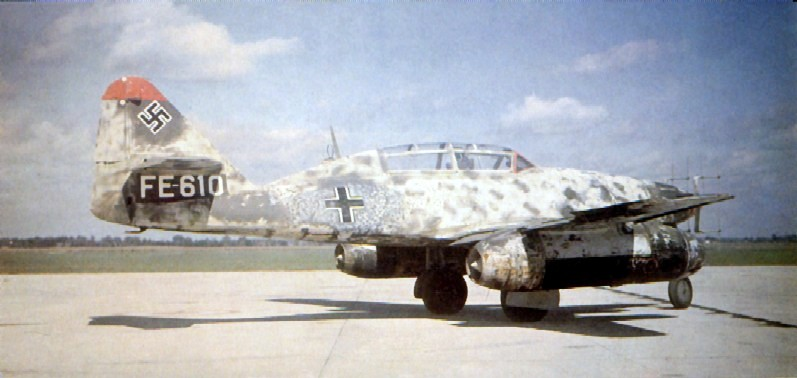
Me 262B-1a/U1 zweisitziger Nachtjäger mit Antenne des
FuG 218 Neptun-Radars vorn
(Aufnahme 1945/46 bei Erprobungen in den USA)

Mitte 1944 begann die Auslieferung des Strahljägers Me 262 und die Entwicklung von neuartigen Gleitbomben und Gleittorpedos. Die östlich angrenzende Reichsstraße 3 diente bei Kriegsende als Notfallstart- und Landebahn.
Bei einem Bombenangriff der 8. US-Luftflotte wurde die Anlage am 6. Oktober 1944 schwer beschädigt und bei einem zweiten Angriff drei Monate später fast vollständig zerstört. Das Werk wurde nicht wieder aufgebaut und nach dem Krieg vollständig gesprengt.

## Heutige Verwendung
Der nordwestliche Streifen des ehemaligen Geländes dient heute als Segelfluggelände Wenzendorf und ist Heimat der Airbus HFB Fluggemeinschaft e.V. Der restliche Teil wird landwirtschaftlich genutzt.

## Lage
Die folgenden Koordinaten entsprechen in etwa der Mitte der heutigen Segelflugbahn: 53° 20′ 19″ N, 9° 46′ 50″ O
Auf Luft- und Satellitenbildern ist das ehemalige Werksgelände noch sehr gut in seiner sechseckigen, leicht abgerundeten Form in den heute landwirtschaftlich genutzten Flächen zu erkennen.